# Liutoritxi
Liutoritxi (en rus: Люторичи) és un poble de l'óblast de Tula, a Rússia, segons el cens del 2010 tenia 508 habitants.